# Цветанка Иванова
Цветанка Иванова Иванова-Даскалова е българска вирусоложка и микробиоложка. Тя е началник на микробиологичната лаборатория в МБАЛ Благоевград. Съпругът ѝ д-р Венцислав Даскалов е общопрактикуващ лекар в АУБ – Благоевград, който към 2014 г. е член на Националния съвет на Движение „България на гражданите“.
Цветанка Иванова произхожда от лекарска фамилия. През 1988 г. завършва Медицинската академия. През 2002 г. придобива специалност по микробиология, а през 2009 г. по вирусология. Тя е единствения виросулог в югозападна България по време на пандемията от COVID-19, получава апарат за PCR тестове от Делян Пеевски.